# Frank Hördler
Frank Hördler (né le 26 janvier 1985 à Bad Muskau en Allemagne de l'Est) est un joueur professionnel allemand de hockey sur glace. Il évolue au poste de défenseur.

## Biographie
Il remporte la médaille d'argent avec l'équipe nationale d'Allemagne lors des Jeux olympiques d'hiver de 2018 à Pyeongchang en Corée du Sud.